# Radical de Bring
En mathématiques et en algèbre, un radical de Bring ou ultraradical est un zéro réel du polynôme
{\displaystyle x^{5}+x+a\,}
dans lequel a est un nombre complexe.
George Jerrard (1804-1863) a montré que certaines équations quintiques peuvent être résolues par radicaux et par radicaux de Bring, qui ont été introduits par Erland Samuel Bring (1736-1798).

## La forme normale de Bring-Jerrard
Pour le polynôme unitaire de degré 5
{\displaystyle x^{5}+a_{1}x^{4}+a_{2}x^{3}+a_{3}x^{2}+a_{4}x+a_{5}=0\,}
on pose l'équation quartique
{\displaystyle y=x^{4}+b_{1}x^{3}+b_{2}x^{2}+b_{3}x+b_{4}\,}
ce qui permet d'obtenir un polynôme de degré 5 en y par une transformation de Tschirnhaus, par exemple en utilisant le résultant pour éliminer x. On peut alors chercher les valeurs particulières des coefficients bi qui forment les coefficients du polynôme en y de la forme
{\displaystyle y^{5}+py+q\,}
Cette réduction, découverte par Bring et redécouverte par Jerrard, est appelée une forme normale de Bring-Jerrard. Une attaque directe pour une réduction en forme normale de Bring-Jerrard ne fonctionnera pas ; l'astuce est de le faire par paliers, en utilisant plusieurs transformations de Tschirnhaus, ce qui est réalisé relativement facilement avec un système informatique algébrique.
D'abord, en substituant {\displaystyle x-{\frac {a_{1}}{5}}\,} à la place de x, on enlève le terme de trace (degré 4). On peut alors employer une idée due à Tschirnhaus pour éliminer aussi le terme en x3, en fixant {\displaystyle y=x^{2}+px+q\,} et en résolvant en p et q pour éliminer les termes en {\displaystyle x^{4}\,} et en x3, on trouve que {\displaystyle q={\frac {2c}{5}}\,} et
{\displaystyle p={{\sqrt {5c(3c^{2}-10d)}} \over 5c}\,}
éliminent les deux termes du troisième et quatrième degré de
{\displaystyle x^{5}+cx^{3}+dx^{2}+ex+f\,}
On peut maintenant écrire 
{\displaystyle y=x^{4}+b_{1}x^{3}+b_{2}x^{2}+b_{3}x+b_{4}\,}
dans
{\displaystyle x^{5}+dx^{2}+ex+f\,}
et éliminer aussi le terme de degré 2, d'une manière qui ne nécessite pas de solution d'équation supérieure au degré 3. Ceci demande de prendre les racines carrées pour les valeurs de b1, b2 et b4, et de trouver la racine d'une équation cubique pour b3. 
La forme générale est assez facile à calculer en utilisant un programme de calcul formel tel que Maple ou Mathematica, mais elle est assez désordonnée, il semble envisageable d'exploiter simplement la méthode, qui peut être appliquée dans n'importe quel cas particulier. On peut établir un système de trois équations, puis les résoudre pour les coefficients bi. Une des solutions ainsi obtenue sera décrite, impliquant les racines d'un polynôme de degré pas plus haut que 3; en prenant le résultant avec les coefficients ainsi calculés réduit l'équation en forme normale de Bring-Jerrard. Les racines de l'équation originale sont maintenant exprimables en termes de racines de l'équation transformée.
Regardée comme une fonction algébrique, les solutions de 
{\displaystyle x^{5}+ux+v=0\,}
impliquent deux variables, u et v, néanmoins la réduction est actuellement en une fonction algébrique d'une variable, très analogue à une solution par radicaux, puisqu'on peut de plus réduire la forme de Bring-Jerrard. Par exemple, si nous formons
{\displaystyle z={x \over (-u/5)^{1/5}}\,}
alors on réduit l'équation sous la forme
{\displaystyle x^{5}-5x-4t=0\,}
qui entraîne x comme une fonction algébrique de variable unique t.

## Radicaux de Bring
Soit une fonction de variable complexe t, les racines x de
{\displaystyle x^{5}-5x-4t=0\,}
se ramifient en points où le discriminant {\displaystyle 800000(t^{4}-1)\,} est nul, qui est significatif à 1, -1, i et -i. La monodromie autour de n'importe quel point ramifié échange deux des racines, laissant le reste fixé. Pour les valeurs réelles de t supérieures ou égales à -1, la plus grande racine réelle est une fonction de t augmentant de façon monotone à partir de 1 ; nous pouvons appeler cette fonction le radical de Bring, notée {\displaystyle \operatorname {BR} (t)}. En prenant une coupure le long de l'axe réel de {\displaystyle -\infty \,} jusqu'à -1, nous pouvons étendre le radical de Bring au plan complexe entier, en fixant la valeur le long de la coupure pour qu'elle soit obtenue par prolongement analytique autour du demi-plan supérieur. 
Plus explicitement, soit
{\displaystyle a_{0}=3,a_{1}={1 \over 100},a_{2}=-{27 \over 400000},a_{3}={549/800000000}}, avec ai défini par la relation de récurrence
{\displaystyle a_{n+4}=-{\frac {185193}{5278000}}\,{\frac {2n+5}{n+4}}a_{n+3}-{\frac {9747}{52780000}}\,{\frac {10n^{2}+40\,n+39}{(n+4)(n+3)}}a_{n+2}-{\frac {57}{52780000}}\,{\frac {(2n+3)(10n^{2}+30n+17)}{(n+4)(n+3)(n+2)}}a_{n+1}-{\frac {1}{6597500000}}\,{\frac {(5n+11)(5n+7)(5n+3)(5n-1)}{(n+4)(n+3)(n+2)(n+1)}}a_{n}\,}.
Pour les valeurs complexes de t tel que {\displaystyle |t-57|<58\,}, nous avons alors
{\displaystyle \operatorname {BR} (t)=\sum _{n=0}^{\infty }a_{n}(t-57)^{n},\,}
qui peut alors être prolongé analytiquement de la manière décrite.
Les racines de {\displaystyle x^{5}-5x-4t=0\,} peuvent être maintenant exprimées en termes de radicaux de Bring sous la forme 
{\displaystyle r_{n}=i^{-n}\operatorname {BR} (i^{n}t)}
pour n allant de 0 à 3, et
{\displaystyle r_{4}=-r_{0}-r_{1}-r_{2}-r_{3}}
pour la cinquième racine.

## Solution pour l'équation quintique générale
On peut maintenant exprimer les racines de n'importe quel polynôme
{\displaystyle x^{5}+px+q\,}
en termes de radicaux de Bring sous la forme 
{\displaystyle \left(-{\frac {p}{4}}\right)^{\frac {1}{4}}\operatorname {BR} \left({\frac {(-5/p)^{\frac {5}{4}}q}{4}}\right)\,}
et ses quatre conjugués. La réduction en forme de Bring-Jerrard ramène à des termes d'équations polynomiales résolubles. Les transformations utilisées impliquent des expressions polynomiales en racines jusqu'au quatrième degré, ce qui signifie que l'inversion de la transformation peut être faite en trouvant les racines d'un polynôme résoluble par radicaux. Cette méthode produit des solutions superflues, mais lorsqu'une fois les solutions correctes numériquement déterminées, on peut  aussi écrire les racines de la quintique en termes de racines carrées, racines cubiques, et le radical de Bring, qui est par conséquent une solution algébrique en termes de fonctions algébriques d'une seule variable — une solution algébrique d'une quintique générale.

## Résolution elliptique
Le radical de Bring peut être représenté à l'aide de fonctions elliptiques modulaires. La fonction quintique suivante est donnée :
{\displaystyle y=f(x)=x^{5}+x}
L'inverse de cette fonction peut être exprimé en utilisant la fraction continue de Rogers-Ramanujan et la fonction thêta :
{\displaystyle f^{-1}(x)={\frac {S{\bigl \langle }q\{{\text{ctlh}}[{\tfrac {1}{2}}{\text{aclh}}({\tfrac {5}{4}}{\sqrt[{4}]{5}}\,x)]^{2}\}{\bigr \rangle }^{2}-R{\bigl \langle }q\{{\text{ctlh}}[{\tfrac {1}{2}}{\text{aclh}}({\tfrac {5}{4}}{\sqrt[{4}]{5}}\,x)]^{2}\}^{2}{\bigr \rangle }}{S{\bigl \langle }q\{{\text{ctlh}}[{\tfrac {1}{2}}{\text{aclh}}({\tfrac {5}{4}}{\sqrt[{4}]{5}}\,x)]^{2}\}{\bigr \rangle }^{2}}}}
{\displaystyle \quad \qquad \times {\frac {1-R{\bigl \langle }q\{{\text{ctlh}}[{\tfrac {1}{2}}{\text{aclh}}({\tfrac {5}{4}}{\sqrt[{4}]{5}}\,x)]^{2}\}^{2}{\bigr \rangle }\,S{\bigl \langle }q\{{\text{ctlh}}[{\tfrac {1}{2}}{\text{aclh}}({\tfrac {5}{4}}{\sqrt[{4}]{5}}\,x)]^{2}\}{\bigr \rangle }}{R{\bigl \langle }q\{{\text{ctlh}}[{\tfrac {1}{2}}{\text{aclh}}({\tfrac {5}{4}}{\sqrt[{4}]{5}}\,x)]^{2}\}^{2}{\bigr \rangle }^{2}}}}
{\displaystyle \quad \qquad \times {\frac {\vartheta _{00}{\bigl \langle }q\{{\text{ctlh}}[{\tfrac {1}{2}}{\text{aclh}}({\tfrac {5}{4}}{\sqrt[{4}]{5}}\,x)]^{2}\}^{5}{\bigr \rangle }\,\vartheta _{00}{\bigl \langle }q\{{\text{ctlh}}[{\tfrac {1}{2}}{\text{aclh}}({\tfrac {5}{4}}{\sqrt[{4}]{5}}\,x)]^{2}\}^{1/5}{\bigr \rangle }^{2}-5\,\vartheta _{00}{\bigl \langle }q\{{\text{ctlh}}[{\tfrac {1}{2}}{\text{aclh}}({\tfrac {5}{4}}{\sqrt[{4}]{5}}\,x)]^{2}\}^{5}{\bigr \rangle }^{3}}{2{\sqrt[{4}]{20}}\,{\text{sl}}[{\tfrac {1}{2}}{\sqrt {2}}\,{\text{aclh}}({\tfrac {5}{4}}{\sqrt[{4}]{5}}\,x)]\,\vartheta _{00}{\bigl \langle }q\{{\text{ctlh}}[{\tfrac {1}{2}}{\text{aclh}}({\tfrac {5}{4}}{\sqrt[{4}]{5}}\,x)]^{2}\}{\bigr \rangle }^{3}}}}
Ces formules font appel aux définitions et identités importantes suivantes :
{\displaystyle R(z)=\tan {\biggl \{}{\frac {1}{2}}\arctan {\biggl [}{\frac {\vartheta _{00}(z^{1/2})^{2}}{2\vartheta _{00}(z^{5/2})^{2}}}-{\frac {1}{2}}{\biggr ]}{\biggr \}}^{2/5}\tan {\biggl \{}{\frac {1}{2}}\operatorname {arccot} {\biggl [}{\frac {\vartheta _{00}(z^{1/2})^{2}}{2\vartheta _{00}(z^{5/2})^{2}}}-{\frac {1}{2}}{\biggr ]}{\biggr \}}^{1/5}}
{\displaystyle S(z)=\tan {\biggl \{}{\frac {1}{2}}\arctan {\biggl [}{\frac {\vartheta _{00}(z)^{2}}{2\vartheta _{00}(z^{5})^{2}}}-{\frac {1}{2}}{\biggr ]}{\biggr \}}^{1/5}\cot {\biggl \{}{\frac {1}{2}}\operatorname {arccot} {\biggl [}{\frac {\vartheta _{00}(z)^{2}}{2\vartheta _{00}(z^{5})^{2}}}-{\frac {1}{2}}{\biggr ]}{\biggr \}}^{2/5}}
{\displaystyle \vartheta _{00}(z)=\prod _{k=1}^{\infty }(1-z^{2k})(1+z^{2k-1})^{2}}
{\displaystyle q(\varepsilon )=\exp[-\pi K({\sqrt {1-\varepsilon ^{2}}})K(\varepsilon )^{-1}]}
{\displaystyle K(r)=\int _{0}^{\pi /2}{\frac {1}{\sqrt {1-r^{2}\sin(\varphi )^{2}}}}\mathrm {d} \varphi }
{\displaystyle {\text{ctlh}}{\bigl [}{\tfrac {1}{2}}\mathrm {aclh} (s){\bigr ]}^{2}=(2s^{2}+2+2{\sqrt {s^{4}+1}})^{-1/2}({\sqrt {{\sqrt {s^{4}+1}}+1}}+s)}
{\displaystyle {\text{sl}}{\bigl [}{\tfrac {1}{2}}{\sqrt {2}}\,\mathrm {aclh} (s){\bigr ]}={\sqrt {{\sqrt {s^{4}+1}}-s^{2}}}}
Pour des descriptions plus détaillées, voir l'article Équation quintique.
Le fait que le module elliptique puisse être déterminé exactement par la méthode décrite a été découvert par Charles Hermite et publié dans son article mathématique Sur la résolution de l’Équation du cinquième degré - Comptes rendus. La version italienne de l'article de Charles Hermite inclut la formule pour déterminer le module elliptique à la page 258.